# Baxrecreatie
Bax, voluit Bax Totaalrecreatie, is een Nederlandse fabrikant en leverancier van tenten en voortenten. Het bedrijf is gevestigd in Bergeijk en telt anno 2020 ca 60 medewerkers.

## Geschiedenis
Het bedrijf is opgericht in 1969 door het echtpaar Jos en Mien Bax. Zij waren daarvoor werkzaam bij Sporthuis Centrum. Zij besloten om vanuit een kippenkooi (bij de ouders van Mien in Bergeijk) kampeertenten, campingbedden en stoellopers te produceren en gaan verkopen.
De eerste tent werd in 1970 opgeleverd. Vanaf dat moment werd ook het eerste personeel aangenomen. Al snel bleek het onderkomen te klein en zij besloten om in 1972 te gaan verhuizen naar het pand van de voormalige Boerenbond in Bergeijk.
Verdere groei naar 6 werknemers zorgde voor opnieuw een verhuizing, nu naar de Eijkereind 43 in Bergeijk. In 1978 werden daar het tentenatelier en de winkel gevestigd. De nieuwe bedrijfsruimte gaf tevens de gelegenheid om ook vouwwagens te gaan verkopen. Later breidde men het assortiment uit naar caravans waaronder Hobby, Solifer, Lander en LMC.
Begin jaren 90 werden de kinderen van de oprichters, John en Mark, actief binnen het bedrijf. In die fase is besloten om te stoppen met de verkoop van caravans en vouwwagens en zich geheel toe te gaan leggen op de productie van kampeertenten.
In 2006 werd de leiding overgedragen aan beide zoons John Bax en Mark Bax waarbij opnieuw verhuisd werd naar een groter pand op het voormalige Campina-terrein te Bergeijk. Op dit perceel staat anno 2020 ruim 3,6 hectare aan productiehallen en showroomruimte.

## Producten en merken
- Unico voortenten
- Baco kampeertenten [3]
- Falco kampeertenten
- Freestyle voortenten
- Mountain Oak kampeertenten
- Kampeer- en outdoor benodigdheden

## Activiteiten
Bax is sponsor en mede-organisator van de Brabantse editie van het evenement de "Kampeer Belevenis". Dit is een kampeerbeurs die wordt gehouden op het terrein en in de hallen van Bax in Bergeijk.